# Heinrich Ströbel
Heinrich Ströbel (7. juni 1869 i Bad Nauheim – 11. januar 1944 i Zürich) var en tysk redaktør og politiker (SPD og USPD).
Fra 14. november 1918 til 4. januar 1919 delte Heinrich Ströbel (USPD) og Paul Hirsch (SPD) posten som ministerpræsident i den første provisoriske regering i Fristaten Preussen. 